# Колібрі (рід)
Колі́брі (Trochilus) — рід серпокрильцеподібних птахів родини колібрієвих (Trochilidae). Представники цього роду є ендеміками Ямайки.

## Види
Виділяють два види:
- Колібрі вимпелохвостий (Trochilus polytmus)
- Колібрі чорнодзьобий (Trochilus scitulus)

## Етимологія
Наукова назва роду Trochilus походить від слова дав.-гр. τροχιλος — дрібний птах, якого згадував Аристотель (імовірно, волове очко).